# William D. Leahy
William Daniel Leahy (Hampton, 6 de maio de 1875 – Bethesda, 20 de julho de 1959) foi um oficial naval americano com a patente de Almirante de Frota que serviu como o oficial militar mais sénior dos Estados Unidos em serviço durante a Segunda Guerra Mundial. Detinha vários títulos e esteve no centro de todas as grandes decisões militares que os Estados Unidos tomaram na Segunda Guerra Mundial.

## Biografia
Depois de se formar na Academia Naval, Leahy casou com Louise Harrington. Tiveram filhos, incluindo um filho, William Harrington Leahy, que se formou na Academia Naval dos EUA em 1927. Leahy mudou-se para Oregon e depois para o Pacífico. Estreou-se no couraçado quando atravessou o Estreito de Magalhães, na América do Sul, em 1898, para participar na Batalha de Santiago, a 3 de julho, durante a Guerra Hispano-Americana de 1898. Esta foi a única batalha de Leahy.
Após completar os dois anos de serviço marítimo exigidos por lei, Leahy foi nomeado Alferes em 1 de julho de 1899. Nessa altura, foi para as Filipinas de 1899 a 1901 e para a China em 1900, durante a Guerra Filipina-Americana e a Rebelião dos Boxers na China. Regressou aos Estados Unidos em 1902. Durante os cinco anos seguintes, fez o seu serviço a bordo do Tacoma, que esteve estacionado no Panamá durante o primeiro período da construção do canal.
Foi para a Nicarágua em 1912, depois para o Haiti e ainda para o México em 1916. Durante a Primeira Guerra Mundial, tornou-se amigo de Franklin Delano Roosevelt. Foi nomeado Comodoro em 1927, teve vários comandos importantes em terra ou no mar, como chefe do Bureau of Ordnance, então do Bureau of Navigation, promovido a vice-almirante, comandou a Battleship Battle Force. Nomeado Almirante em 1936, terminou a sua carreira como Chefe de Operações Navais (NOC) e retirou-se da Marinha em 1939. Como Chefe de Operações Navais de 1937 a 1939, foi o oficial superior da Marinha dos Estados Unidos, supervisionando os preparativos para a guerra. Depois de se retirar da Marinha, foi nomeado em 1939 pelo seu amigo Franklin D. Roosevelt como Governador de Porto Rico. No seu papel mais controverso, serviu como embaixador dos Estados Unidos em França entre 1940 e 1942, mas teve pouco sucesso em manter o governo de Vichy livre do controlo alemão.
Leahy foi chamado ao serviço ativo como Chefe de Gabinete pessoal do Presidente F. D. Roosevelt em 1942 e serviu nessa posição durante toda a Segunda Guerra Mundial. Presidiu aos Chefes de Estado-Maior e foi um grande decisor durante a guerra. Continuou sob o comando do Presidente Harry S. Truman até finalmente se retirar em 1949. Desde 1942 até à sua reforma em 1949, foi o membro ativo de mais alta patente das forças armadas americanas, reportando-se apenas ao Presidente. Foi o primeiro Presidente do Estado-Maior dos Estados Unidos de facto (não foi o seu título oficial) e também presidiu à delegação americana aos Chefes de Estado-Maior, quando os funcionários americanos e britânicos trabalharam em conjunto.
Como almirante, Leahy foi o primeiro oficial da marinha dos EUA a ocupar um posto de cinco estrelas nas Forças Armadas americanas. O vaso de guerra USS Leahy (DLG-16) foi nomeado em sua honra, assim como Leahy Hall, o escritório de admissão da Academia Naval dos Estados Unidos.
Após a guerra, expressou publicamente o seu desacordo com o uso da bomba atómica contra o Japão.
Após a mediação entre a Marinha dos Estados Unidos e o Governo de Porto Rico sobre a transferência involuntária de parte das Ilhas Vieques e Culebra para as autoridades navais, Leahy demitiu-se em março de 1949, mas como oficial de cinco estrelas, permaneceu tecnicamente em serviço ativo. No ano seguinte publicou as suas memórias de guerra.
Leahy morreu no Hospital da Marinha dos E.U.A. em Bethesda (Maryland), em 20 de julho de 1959, aos 84 anos. Foi enterrado no dia 23 de julho.